# NGC 2048
NGC 2048 је емисиона маглина са звездом у сазвежђу Златна риба која се налази на NGC листи објеката дубоког неба.
Деклинација објекта је - 69° 38' 58" а ректасцензија 5h 35m 55,4s. Привидна величина (магнитуда) објекта NGC 2048 износи 13,2. NGC 2048 је још познат и под ознакама ESO 56-*N166.